# (1348) Michel
(1348) Michel – planetoida z pasa głównego asteroid okrążająca Słońce w ciągu 4 lat i 243 dni w średniej odległości 2,79 au. Została odkryta 23 marca 1933 roku w Observatoire Royal de Belgique w Uccle przez Sylvaina Arenda. Nazwa planetoidy pochodzi od Michela Arenda, starszego syna odkrywcy. Przed nadaniem nazwy planetoida nosiła oznaczenie tymczasowe (1348) 1933 FD.